# Nuffield College
Il Nuffield College è uno dei collegi costituenti l'Università di Oxford. Fondato nel 1937, è riservato agli studenti post-graduate e si focalizza soprattutto sulle scienze umane, particolarmente l'economia, la politica e la sociologia. È stato il primo collegio dedicato alla ricerca e chiuso agli undergraduates, nonché il primo ad ospitare donne e uomini nelle stesse residenze studentesche.

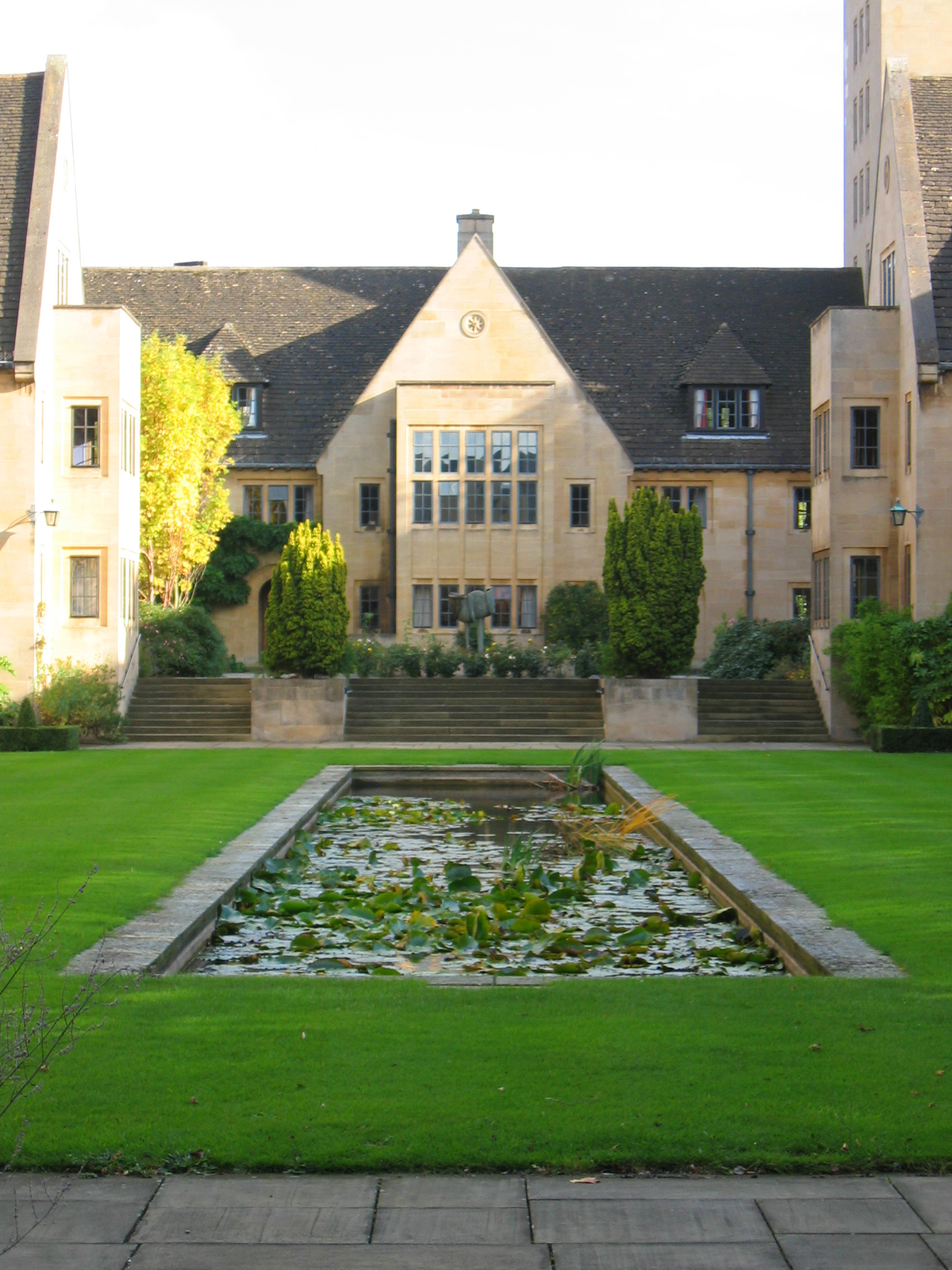
La corte principale del Nuffield College